# 稚内市立稚内中学校
稚内市立稚内中学校（わっかないしりつわっかないちゅうがっこう）は、北海道稚内市宝来5丁目にある中学校。同市中央・開運・宝来・恵比須・ノシャップ・富士見を校区とする。地元では稚中（ちちゅう）の愛称で親しまれている。
市内の中学校では、唯一スキー授業が実施されていない。代わりにカーリングの授業がある。
野寒布岬の約2.5km南に位置する。
稚内中央小学校と同じく40年ほど前は、全校生徒1,500人前後（1学年あたり11クラス　34学級あった）であったが、人口の減少や少子化・市街地が南地区に移ったことにともない、現在はピーク時の1/15にまでに減少している。
稚内中学校は1945年5月に建てられた。創立76年を迎える。（2023年 現在）　　　　　　　　　　　　　　　　　　　　　　　　　　
校舎はとてもボロく、校舎が歪んでおり窓が開かないこともある、壁が剥がれてる場所などが多く、雨漏りなども激しい。　夏は暑く、冬は寒い、冬は廊下がマイナスの気温になることもあり、廊下に雪や氷柱があることもある。近い未来校舎を建て替える。（建設中）　　　　　　　　　　　　　　　　　　　　　　　　
2011年7月24日まで、稚内宝来中継局が設置されていた。地上デジタル放送は稚内テレビ中継局でカバーされるため、設置されていない。

## 概要
- 学級数 - 8
- 生徒数 - 99（2023年4月1日現在）
- 本務教員数 - 15
- 本務職員数 - 4
- 学校給食 - あり
- 学校長 - 森河 真(2023年4月～)

## 交通
- 北海道旅客鉄道宗谷本線　稚内駅から宗谷バスの路線バス市内線「稚内中学校前」下車。所要6分